# Plectrura
Plectrura is een kevergeslacht uit de familie van de boktorren (Cerambycidae). De wetenschappelijke naam van het geslacht werd voor het eerst geldig gepubliceerd in 1852 door Carl Gustaf Mannerheim.

## Soorten
Plectrura omvat de volgende soorten:
- Plectrura metallica (Bates, 1884)
- Plectrura spinicauda Mannerheim, 1852